# Tanjong Pagar
Tanjong Pagar – podziemna stacja Mass Rapid Transit (MRT) w Singapurze, która jest częścią East West Line. Stacja obsługuje ruchliwe ulice takie jak Shenton Way i Robinson Road.